# 尤寧維爾 (紐約州奧蘭治縣)
尤寧維爾（英語：Unionville）是位於美國紐約州奧蘭治縣的村。

## 人口
根據2020年美國人口普查的數據，尤寧維爾的面積為0.79平方千米，皆為陸地。當地共有人口592人，而人口密度為每平方千米749人。